# 북구 을 (1988년 부산 선거구)
북구 을은 대한민국의 옛 국회의원 선거구이다. 당시 부산광역시 북구 지역을 관할했다.

## 역사
제13대 국회의원 선거를 앞두고 북구 선거구가 갑, 을로 분구되면서 신설되었다.
1989년 1월, 북구 대저동·강동동·명지동에 강서구가 신설되었다. 이에 제14대 국회의원 선거를 앞두고 해당 지역들이 강서구 선거구로 독립해 나갔다.
1995년 3월, 북구 삼락동·모라동·덕포동·괘법동·감전동·주례동·학장동·엄궁동이 사상구로 분리되었다. 해당 지역들은 모두 북구 을 선거구에 해당이 되었기 때문에 제15대 국회의원 선거를 앞두고 북구 을 선거구가 사상구 갑, 사상구 을 선거구로 분리되면서 폐지되었다.

## 역대 국회의원
| 선거   | 정당 | 정당       | 의원   |
| ------ | ---- | ---------- | ------ |
| 1988년 |      | 통일민주당 | 신상우 |
| 1992년 |      | 민주자유당 | 신상우 |

## 역대 선거 결과

### 대한민국 제13대 국회의원 선거
|  | 62.48% |

|  | 27.26% |

|  | 6.23% |

|  | 2.51% |

|  | 1.50% |

### 대한민국 제14대 국회의원 선거
|  | 56.15% |

|  | 23.85% |

|  | 14.56% |

|  | 5.42% |

## 같이 보기
- 부산 북구의 국회의원